# Serhij Nykyforow
Serhij Jurijowytsch Nykyforow (ukrainisch Сергій Юрійович Никифоров; englisch Serhiy Nykyforov; * 6. Februar 1994 in Browary) ist ein ukrainischer Leichtathlet, der sich auf den Weitsprung spezialisiert hat.

## Sportliche Laufbahn
Erste internationale Erfahrungen sammelte Serhij Nykyforow bei den U23-Europameisterschaften 2015 in Tallinn, bei denen er mit 7,19 m in der Qualifikation ausschied, wie auch bei den Europameisterschaften 2016 in Amsterdam mit 7,59 m. Bei den Halleneuropameisterschaften 2017 in Belgrad gewann er mit einer Sprungweite von 8,07 Metern die Bronzemedaille hinter dem Albaner Izmir Smajlaj und dem Schweden Michel Tornéus. Er nahm auch an den Weltmeisterschaften in London teil und schied dort mit 7,47 m in der ersten Runde aus. Bei den Leichtathletik-Europameisterschaften 2018 in Berlin belegte er mit einer Sprungweite von 8,13 Metern hinter dem Griechen Miltiadis Tendoglou und dem Deutschen Fabian Heinle erneut den Bronzerang. Bei den Halleneuropameisterschaften 2019 wurde Nykyforow Fünfter. Ende Oktober schied er bei den Militärweltspielen in Wuhan mit 7,41 m in der Qualifikationsrunde aus. 2021 gewann er dann bei den Balkan-Meisterschaften in Smederevo mit 8,09 m die Silbermedaille. Im Jahr darauf belegte er bei den Balkan-Meisterschaften in Craiova mit 7,90 m den vierten Platz.
In den Jahren 2016, 2018 und 2022 wurde Nykyforow ukrainischer Meister im Weitsprung im Freien sowie zwischen 2015 und 2018 und 2020 in der Halle.

## Persönliche Bestleistungen
- Weitsprung: 8,23 m (+1,0 m/s), 19. Juli 2018 in Luzk
  - Weitsprung (Halle): 8,18 m, 3. März 2017 in Belgrad